# Pierre Mignard (Desjardins)
Pierre Mignard est un buste sculpté en marbre à l'effigie du Premier peintre du roi et directeur de l'Académie royale de peinture et de sculpture Pierre Mignard, réalisée par le sculpteur Martin Desjardins vers 1690 et conservé au musée du Louvre.

## Contexte de la réalisation
Il s'agit d'un portrait privé réalisé pour la famille de Mignard et donné à sa fille à sa mort. Cette dernière le lègue à l'Académie en 1726. Desjardins et Mignard étaient très liés, notamment après qu'ils eurent tous les deux œuvré à la place des Victoires dans les années 1680.

## Description
L’œuvre est ici largement inspirée par le portrait de Charles Le Brun (grand rival de Mignard) par Antoine Coysevox. On retrouve ainsi le visage de côté, l'aspect inquiet, symbole de l'importance et des responsabilités qui pèsent sur le personnage. Notons que la chemise est ici ouverte, dans une sorte de négligé de l'artiste. On voit donc le torse de Mignard. Il s'agit là d'un élément que l'on retrouvera beaucoup au XVIIIe siècle et l'une des premières occurrences. Cela témoigne de la fougue artiste, de son génie créateur. Notons par contre une perruque qui est toujours très artificielle, loin de celle que produit Coysevox pour le buste du Grand Condé.